# William Adam
William Adam (Den Haag, 27 januari 1909 - Brussel, 3 november 1988) was een Belgische directeur van het Koninklijk Belgisch Instituut voor Natuurwetenschappen en hoogleraar in de medische dierkunde aan het Prins Leopold Instituut voor Tropische Geneeskunde te Antwerpen.

## Opleiding
Adam behaalde in 1926 het eindexamen hogereburgerschool te Den Haag en maakte vervolgens een studiereis naar Java (1926-1927), waar hij als volontair op enkele cultuurondernemingen werkte en er enige proefstations bezocht. Terug in Nederland ging hij biologie studeren aan de Universiteit Utrecht. Hij legde op 27 februari 1932 zijn doctoraalexamen af met als hoofdvak dierkunde en met als bijvakken plantkunde en fytopathologie. Hij promoveerde op 29 mei 1933 te Utrecht tot doctor in de wis- en natuurkunde op het proefschrift Recherches sur les glandes des Mollusques terrestres.

## Loopbaan
Het Koninklijk Natuurhistorisch Museum van België te Brussel verwierf in deze tijd de omvangrijke en waardevolle collectie Mollusca met de daarbij behorende bibliotheek van Philippe Dautzenberg. Hiervoor zocht men een malacoloog als conservator en de keuze viel op Adam. Hij was sinds 1 oktober 1929 als assistent (buiten bezwaar van de schatkist van het Rijk) aan het Zoölogisch Museum te Utrecht verbonden. Op 15 juni 1932 werd hij te Brussel aangesteld in de rang van "hulp-natuuronderzoeker". In de loop der jaren doorliep hij een reeks van rangen in het inmiddels tot Koninklijk Belgisch Instituut voor Natuurwetenschappen omgedoopte museum. Er werd daarbij wel de eis gesteld dat, wilde hij tot de hogere rangen bevorderd worden, hij de Belgische nationaliteit diende te verkrijgen. Zijn naturalisatie vond plaats bij de wet van 8 augustus 1952.
Adam werd uiteindelijk hoofd van de afdeling recente Invertebraten (1 januari 1969). In 1965 was hij al aangewezen om de directeur van het instituut bij diens afwezigheid te vervangen. Hij verkreeg eervol ontslag op 1 februari 1974. Adams verrichtte in België veel veldwerk om de basis te leggen voor zijn Révision des Mollusques de la Belgique (1947) en voor zijn Mollusques terrestres et dulcicoles (1960). Hij nam deel aan twee grote wetenschappelijke expedities. Van oktober 1935 tot maart 1936 bezocht hij aan boord van het Belgische Schoolschip Mercator de kust van West-Afrika, de Antillen en het Amazonegebied. Samen met de herpetoloog G.R. de Witte verbleef hij van februari 1948 tot september 1949 in het Upembapark in het toenmalige Belgisch-Kongo (de huidige Democratische Republiek Congo).
Adams wetenschappelijke werk was zeer gevarieerd. Hij publiceerde revisies van verschillende families van Gastropoda en bewerkte materiaal van Pelecypoda. De grootste bekendheid verwierf hij door zijn studies over Cephalopoda (inktvissen). Behalve door hem zelf verzameld materiaal bewerkte hij ook materiaal bijeengebracht door de Nederlandse Siboga- en Snellius-expedities, en materiaal dat in verschillende buitenlandse musea aanwezig was. Adams publiceerde ruim vijftig artikelen over Cephalopoda, met name belangrijk was zijn revisie van de Sepiidae, die hij samen met W.J. Rees publiceerde in de verslagen van de John Murray Expeditior 1933-1934 (1966). Zijn wetenschappelijke activiteiten beperkten zich echter niet tot onderzoek naar molluscen. Samen met J.H. Schuurman Stekhoven schreef hij een verhandeling over vrijlevende nematoden uit de Belgische kustwateren. Ook publiceerde Adam over terrestrische Turbellaria van België, over parasitaire Trematoda en Cestoda, in een aantal gevallen samen met anderen.
Naast zijn functie in het museum was Adam ook werkzaam als buitengewoon hoogleraar in de medische dierkunde (helminthologie) aan het Prins Leopold Instituut voor Tropische Geneeskunde in Antwerpen (1952-1979), als docent aan het Universitair Instituut voor de Overzeese Gebieden, ook in Antwerpen, als docent in de dierkunde van Afrika (1953-1965), en als docent aan het College voor de Ontwikkelingslanden van het Rijksuniversitair Centrum, eveneens te Antwerpen, waar Adam verbonden was aan het Instituut voor Landbouw, Economie en Landelijke Sociologie toegepast op de Ontwikkelingslanden. Verder was hij algemeen secretaris van de Universitas Belgica, enz.
Adam verkreeg in 1961 de Prix Edmond de Selys Longchamps, hij was erelid van de Cephalopod International Advisory Council (1985) en van het Nationaal Comité voor de biologische wetenschappen. Hij had de volgende onderscheidingen: Ridder in de Leopoldsorde (1944), officier in de Orde van Leopold II (1954), Commandeur in de Kroonorde; verder de Burgerlijke Medaille eerste klasse (1957) en het Burgerlijk Kruis eerste klasse (1971). Hij was sinds 1957 correspondent van de afdeling natuurkunde van de Koninklijke Nederlandse Akademie van Wetenschappen geweest.

## Publicaties over de cephalopoda
- Adam, W. 1939a. Cephalopoda, II. Révision des espèces Indo-Malaises du genre Sepia Linné, 1758. III – Révision du genre Sepiella (Gray) Steenstrup, 1880. Siboga-Expeditie. Résultats des expéditions zoologiques, botaniques, océanographiques et entreprises aux Indes Néerlandaises Orientales en 1899–1900, 55b: 35–122.
- Adam, W. 1939b. Notes sur les Céphalopodes, XI. – Sepia bandensis sp. nov. Bulletin du Musée royal d’Histoire naturelle de Belgique, 15(18): 1–7.
- Adam, W. 1940. Les Races de la Seiche Commune (Sepia officinalis Linné). Bulletin Société Zoologique de France, 65:125–131.
- Adam, W. 1941a. IV: Cephalopoda. Résultats scientifiques des croisières du Navire-école Belge “Mercator” Volume III. Mémoires du Musée royal d’Histoire naturelle de Belgique, (2)21: 83–162.
- Adam, W. 1941b. Notes sur les Céphalopodes, XVIII. – Sur les espèces de Céphalopodes de la mer Rouge décrites par C.G. Ehrenberg en 1831 et sur une nouvelle espèce de Sepia (Sepia dollfusi sp. nov.). Bulletin du Musée royal d’Histoire naturelle de Belgique, 17(62): 1–14.
- Adam, W. 1979. The Sepiidae (Cephalopoda: Decapoda) in the collections of the Western Australian Museum. Records of the Western Australian Museum, 7(2): 111–212.
- Adam, W. 1984. Cephalopoda from West and South Africa. Atlantide Report, 13: 151–180.
- Adam, W. 1986. Contribution à la connaissance du genre Euprymna Steenstrup, 1887 (Mollusca: Cephalopoda). Bulletin de l’Institut royal des Sciences naturelles de Belgique, 56: 131–136.
- Adam, W. & Rees,W.J. 1966. Areview of the cephalopod family Sepiidae. Scientific Reports of the John Murray Expedition 1933–1934, 11(1): 1–165.

- Biblioteca Nacional de España: XX1171689
- Gemeinsame Normdatei: 1055296727
- International Standard Name Identifier: 0000 0001 1609 330X
- Library of Congress Control Number: no2005055589
- Nationale Bibliotheek van Tsjechië: uk2016919699
- Nederlandse Thesaurus van Auteursnamen: 07281361X
- Système universitaire de documentation: 128392622
- Virtual International Authority File: 24776379
- WorldCat: E39PBJvtfcDBwYMbfd3BhQRYfq